# Chrysotus brevispina
Chrysotus brevispina är en tvåvingeart som beskrevs av Van Duzee 1933. Chrysotus brevispina ingår i släktet Chrysotus och familjen styltflugor. Inga underarter finns listade i Catalogue of Life.